# Неплатежоспособност
Неплатежоспособността е обективно състояние, в което изпада търговец, когато не е в състояние да покрива свое изискуемо парично задължение по търговска сделка, публично правно вземане на държавата и общините по повод търговската дейност на длъжника или по частно държавно вземане. Българското законодателство (например за разлика от американското) не установява минимален размер на непокритите задължения, нито техния брой(може да е дори само едно) или броя на кредиторите, чиито вземания не може да удовлетвори длъжникът. Търговският закон изисква само това задължение да е парично или да може да се трансформира в пари и то да е изискуемо, т.е. да е определено по размер и основание и с настъпил падеж.
Като белег на неплатежоспособността се считата и спрените плащания. Неплатежоспособността може да да е налице и когато длъжникът е в състояние да плати или е платил частично или изцяло задълженията си към част от кредиторите.
Неплатежоспосбността, наред със свръхзадължеността е основна предпоставка за откриване на производство по несъстоятелност.
Чл. 608. от Търговския закон
Неплатежоспособен е търговец, който не е в състояние да изпълни изискуемо:
1. парично задължение, породено от или отнасящо се до търговска сделка, включително нейната действителност, изпълнение, неизпълнение, прекратяване, унищожаване и разваляне, или последиците от прекратяването ѝ, или
2. публичноправно задължение към държавата и общините, свързано с търговската му дейност, или
3. задължение по частно държавно вземане.
(2) Неплатежоспособността се предполага, когато длъжникът е спрял плащанията.
(3) Неплатежоспособност може да е налице и когато длъжникът е платил или е в състояние да плати частично или изцяло само вземанията на отделни кредитори.
Чл. 227б. от Наказателен кодекс
(Нов – ДВ, бр. 107 от 1996 г.)
(1) (Изм. – ДВ, бр. 85 от 1998 г., изм. – ДВ, бр. 75 от 2006 г., в сила от 13.10.2006 г.) Търговец, който изпадне в неплатежоспособност и в 30-дневен срок от спиране на плащанията не заяви това пред съда, се наказва с лишаване от свобода до три години или с глоба до пет хиляди лева.
(2) (Изм. – ДВ, бр. 26 от 2010 г.) С наказанието по ал. 1 се наказват и лицата, които управляват и представляват търговското дружество или кооперация, ако в 30-дневен срок от спиране на плащанията не са поискали от съда да открие производство по несъстоятелност.
(3) С наказанието по ал. 1 се наказва и прокуристът, който не е изпълнил задължението си по чл. 626, ал. 3 от Търговския закон.
(4) (Нова – ДВ, бр. 62 от 1997 г., изм. – ДВ, бр. 59 от 2006 г., в сила от 1 януари 2007 г., доп. – ДВ, бр. 102 от 2015 г., в сила от 1 януари 2016 г.) С наказанието по ал. 1 се наказват и лицата, които, като са били длъжни да уведомят Българската народна банка за изпадане на банка в неплатежоспособност, съгласно Закона за кредитните институции, както и лицата, които, като са били длъжни да уведомят Комисията за финансов надзор за изпадане на застраховател или презастраховател в неплатежоспособност, съгласно Кодекса за застраховането, не са извършили това.